# Równanie symetryczne
Równanie symetryczne – równanie algebraiczne postaci
{\displaystyle a_{n}x^{n}+\ldots +a_{1}x+a_{0}=0,} gdzie dla każdego i zachodzi {\displaystyle a_{n-i}=a_{i}.}
Każde równanie symetryczne stopnia co najwyżej {\displaystyle 2n+1} można sprowadzić do równania algebraicznego stopnia co najwyżej {\displaystyle n.} W szczególności, za pomocą pierwiastników można rozwiązać dowolne równanie symetryczne aż do dziewiątego stopnia.
Pierwiastkiem każdego równania symetrycznego stopnia nieparzystego jest liczba -1. A zatem {\displaystyle W(-1)=0} i na podstawie twierdzenia Bézouta możemy podzielić obie strony równania równanie przez {\displaystyle x+1,} otrzymując równanie symetryczne stopnia parzystego.
Aby rozwiązać równanie symetryczne stopnia parzystego:
{\displaystyle a_{2m}x^{2m}+a_{2m-1}x^{2m-1}+\ldots +a_{1}x+a_{0}=0}
gdzie {\displaystyle a_{2m-k}=a_{k}} i {\displaystyle a_{2m}\neq 0} dzielimy obie strony równania przez {\displaystyle x^{m}.} Grupując wyrazy, otrzymujemy
{\displaystyle a_{2m}(x^{m}+x^{-m})+a_{2m-1}(x^{m-1}+x^{1-m})+\ldots +a_{m+1}(x+x^{-1})+a_{m}=0.}
Podstawmy teraz {\displaystyle y=x+x^{-1}.} Wówczas sumy {\displaystyle x^{k}+x^{-k}} można wyrazić jako wielomiany zmiennej {\displaystyle y{:}}
{\displaystyle x^{2}+x^{-2}=y^{2}-2,}
{\displaystyle x^{3}+x^{-3}=y^{3}-3y}
i ogólnie, korzystając ze związku
{\displaystyle (x+x^{-1})(x^{n}+x^{-n})=x^{n+1}+x^{-n-1}+x^{n-1}+x^{1-n},}
czyli
{\displaystyle x^{n+1}+x^{-n-1}=(x+x^{-1})(x^{n}+x^{-n})-x^{n-1}-x^{1-n}}
możemy obliczyć {\displaystyle x^{n+1}+x^{-n-1},} mając {\displaystyle x^{n}+x^{-n}} i {\displaystyle x^{n-1}+x^{1-n}.}
Tak więc po podstawieniu {\displaystyle y=x+x^{-1}} równanie redukuje się do równania stopnia {\displaystyle m{:}}
{\displaystyle b_{m}y^{m}+b_{m-1}y^{m-1}+\ldots +b_{1}y+b_{0}=0.}
Rozwiązując to równanie, ze związku {\displaystyle y=x+x^{-1}} otrzymujemy rozwiązania pierwotnego równania.

## Przykłady
- Równanie {\displaystyle ax^{3}+bx^{2}+bx+a=0,} gdzie {\displaystyle a\neq 0.}

Wiedząc, iż rozwiązaniem równania jest -1, dzielimy lewą stronę równania przez {\displaystyle x+1.} Po podzieleniu otrzymujemy równanie kwadratowe:
{\displaystyle ax^{2}+(b-a)x+a=0.}
- Równanie symetryczne stopnia czwartego zwie się zwyczajowo równaniem zwrotnym

{\displaystyle ax^{4}+bx^{3}+cx^{2}+bx+a=0} gdzie {\displaystyle \neq 0.}
Dzieląc obustronnie przez {\displaystyle x^{2}} i grupując wyrazy, otrzymujemy
{\displaystyle a(x^{2}+x^{-2})+b(x+x^{-1})+c=0.}
Podstawiając {\displaystyle y=x+x^{-1},} mamy {\displaystyle x^{2}+x^{-2}=y^{2}-2.} Zatem należy rozwiązać równanie kwadratowe
{\displaystyle a(y^{2}-2)+by+c=0,}
{\displaystyle ay^{2}+by+c-2a=0}
i korzystając z tych rozwiązań, obliczyć {\displaystyle x.}